# النافورة (دوشامب)
النافورة  هو العمل الشهير للفنان مارسيل دوشامب. قطعة من الخزف المزجج والتي في أصلها «مبولة»، تم التوقيع عليه "R. Mutt" بمعنى «R.المغفل» وقد عنون هذا العمل بالنافورة. قدم دوشامب «النافورة» في معرض جمعية الفنانين المستقلين في عام 1917، المعرض السنوي الأول للجمعية والمقام في غراند سنترال بالاس في نيويورك، تم رفض العمل بداية من قبل اللجنة القائمة على المعرض، على الرغم من أن النظام ينص على أن جميع الأعمال سيتم قبولها ما إذا دفع الفنانين رسوم الاشتراك في المعرض. النافورة تم عرضها وتصويرها في أستوديو ألفريد ستيغليتز ونشرت في مجلة  الرجل الأعمى، ولكن الصورة الأصل قد فقدت. يعتبر المؤرخون والمنظرين الطليعيين، مثل بيتر برجر، هذا العمل معلما رئيسيا في فنون القرن ال20.

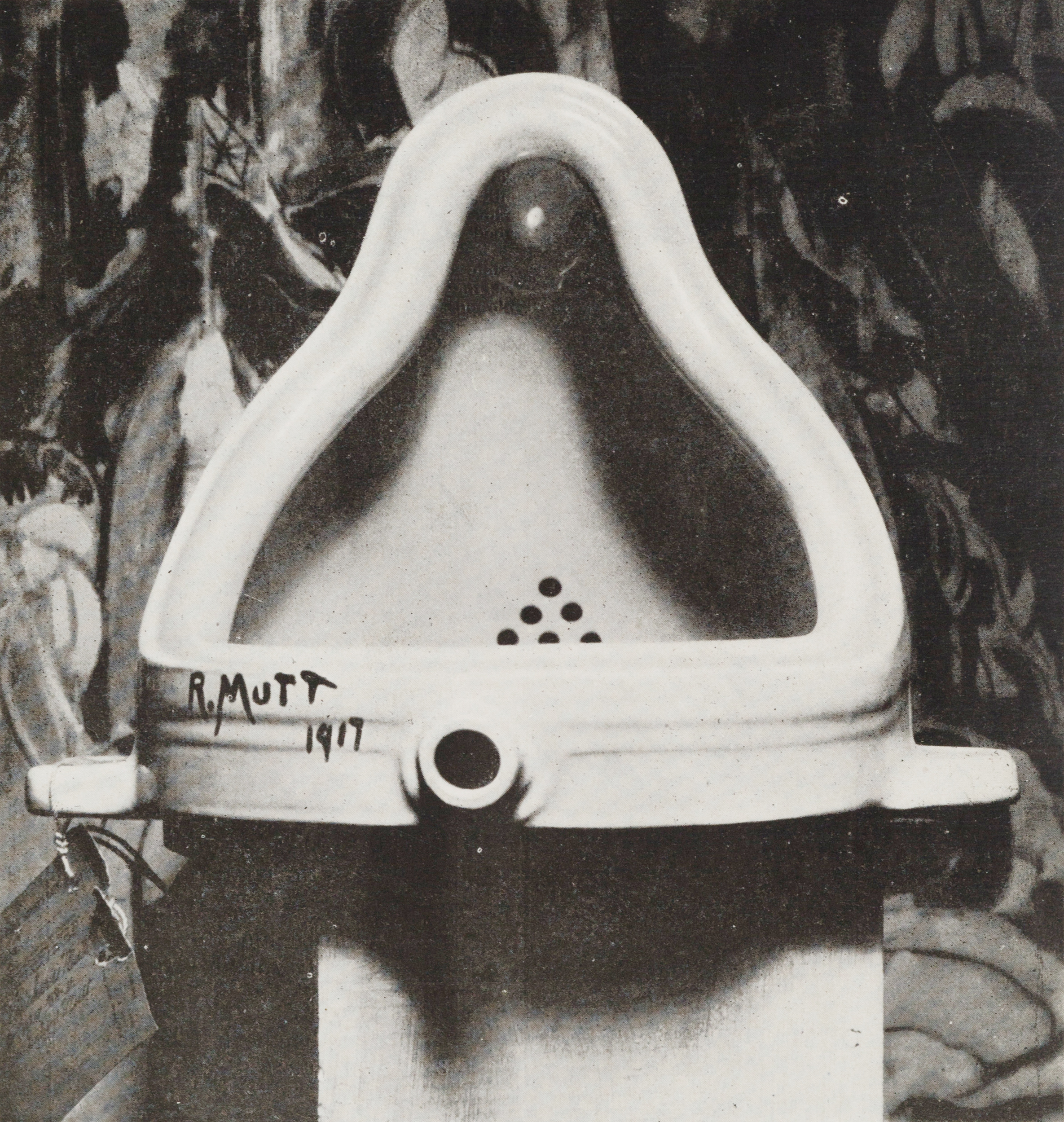
النافورة ل مارسيل دوشامب تم تصويرها من قبل ألفريد ستيغليتز في (معرض الفن) 291 بعد عام 1917في معرض جمعية الفنانين المستقلين.

## بداية العمل
وصل مارسيل دوشامب إلى الولايات المتحدة قبل أقل من عامين من إنشاءه للنافورة وانضم إلى الحركة  الدادائية، الحركة المضاد للعقلانية وللحركة الثقافية في مدينة نيويورك. بدأ إنشاء النافورة بمرافة دوشامب للفنانجوزيف ستيلا ومقتني الفنون والتر أرينسبورغ. وقد تم شراء العمل من قبل بيدفوردشير، وهو عبارة عن مبولة خزفية أعيد توجيهها وقلبها رأساً على عقب إلى وضع 90 درجة من وضعها الطبيعي في الاستخدام، ووقع عليها دوشامب R. Mutt.1917 
تدعي رواية أخرى أن  دوشامب لم يبتكر النافورة، بل ساعد في تقديمها إلى جمعية الفنانين المستقلين لصديقة مقربة منه. وفي رسالة مؤرخة في 11 نيسان / أبريل عام 1917 كتب دوشامب إلى أخته سوزان معبرا لها عن ملابسات عمل النافورة.
أثار دادائيو نيويورك الجدل حول النافورة وتم رفض عرض العمل في العدد الثاني من مجلة "الرجل الأعمى" الذي تضمن صورة للقطعة ورسالة ل ألفريد ستيغليتز، وكتابات بياتريس وود وأرنسبيرغ، وقد صاحبت صورة العمل افتتاحية مجهولة المصدر (يفترض أن تكون مكتوبة من قبل وود) بعنوان "قضية ريتشارد موت، تضمنت الافتتاحية وصف دوشامب نيته هذا العمل لتحويل التركيز الفني من الحرفية البدنية إلى التفسير الفكري.
من المؤسف أن النافورة قد فقدت بعد عرضها الأولي وفقا لكاتب سيرة دوشامب كالفن تومكنز، وأفضل تخمين لذلك هو أنه قد تم رميها كقمامة!. وسرعان ما قام دوشامب أول عملية استنساخ للنافورة عام 1950 وعرضت في معرض في نيويورك. عُرضت هذه الأعمال المستنسخة في عدد من الأماكن العامة الهامة كمتحف جامعة إنديانا للفنون ومتحف سان فرانسيسكو للفن الحديث والمعرض الوطني لكندا ومركز جورج بومبيدو وتيت مودرن. تم تصنيع النسخ من خزف مزجج مطلية تشبه الخزف الأصلي، مع توقيع مستنسخ باللون الأسود. 

## التفسيرات
من بين جميع الأعمال الفنية جاهزة الصنع، ربما تكون النافورة هي الأشهر لأن المعنى الرمزي للمرحاض يأخذ التحدي المفاهيمي للعمل المعروض إلى أقصى درجاته. وبالمثل، قال الفيلسوف ستيفن هيكس أن دوشامب، الذي كان على دراية تامة بتاريخ الفن الأوروبي، كان من الواضح أنه يرمي بتصريحات استفزازية من خلال عمل النافورة.

### عنوان العمل
تمت عنونة العمل بالتوقيع "R. Mutt"، ويصعب تحديد ماهيتها بالضبط. فإنه ليس من الواضح ما إذا كان دوشامب يقصد المعنى باللغة الألمانية "أرموت" (بمعنى "الفقر")، أو ربما "أورموتر" (بمعنى "الأم العظيمة). كما أن الاسم R. Mutt قد يعكس مسرحية تجارية على الشريط الهزلي الشهير في ذلك الوقت، حيث أن صنع عمل فني "مبولة" أول عمل فني على أساس كوميدي.

## اقرأ المزيد
- Betacourt، Michael (2003). "The Richard Mutt case: Looking for Marcel Duchamp's Fountain". Art Science Research Laboratory. مؤرشف من الأصل في 2006-03-01.
- West، Patrick (13 ديسمبر 2004). "He was just taking the piss: Observations on Duchamp and his urinal". نيوستيتسمان. نيوستيتسمان. مؤرشف من الأصل في 2011-09-20. {{استشهاد بخبر}}: استعمال الخط المائل أو الغليظ غير مسموح: |صحيفة= (مساعدة) واستعمال الخط المائل أو الغليظ غير مسموح: |ناشر= (مساعدة)

## وصلات خارجية
- دوشامب نافورة, Smarthistory في أكاديمية خان
- دوشامب ومكعبات جاهزة, Smarthistory في أكاديمية خان